# Carlos Casares (município)
Carlos Casares é um partido (município) da província de Buenos Aires, na Argentina. Possui 2 446 quilômetros quadrados e segundo censo de 2010, havia 22 237 habitantes. Foi fundado em 1907. Subdivide-se em 11 localidades:
- Bellocq
- Cadret
- Carlos Casares
- Colônia Maurício
- Hortensia
- La Sofía
- Mauricio Hirsch
- Moctezuma
- Ordoqui
- Smith
- Santo Tomás